# یان ده فریس
یان ده فریس (هلندی: Jan de Vries; ۲ مارس ۱۸۹۶ – ۱۹ آوریل ۱۹۳۹) بازیکن فوتبال و ورزشکار دو و میدانی اهل هلند بود.
از باشگاه‌هایی که در آن بازی کرده‌است می‌توان به باشگاه فوتبال پک زووله اشاره کرد.